# Hans Karl Döring
Hans Karl Döring (* 2. Januar 1909 in Aschersleben; † 22. Januar 1978 in Stuttgart) war ein deutscher Bildhauer und Konstrukteur, der ab 1939 vor allem in Indien wirkte.

## Werdegang in Deutschland

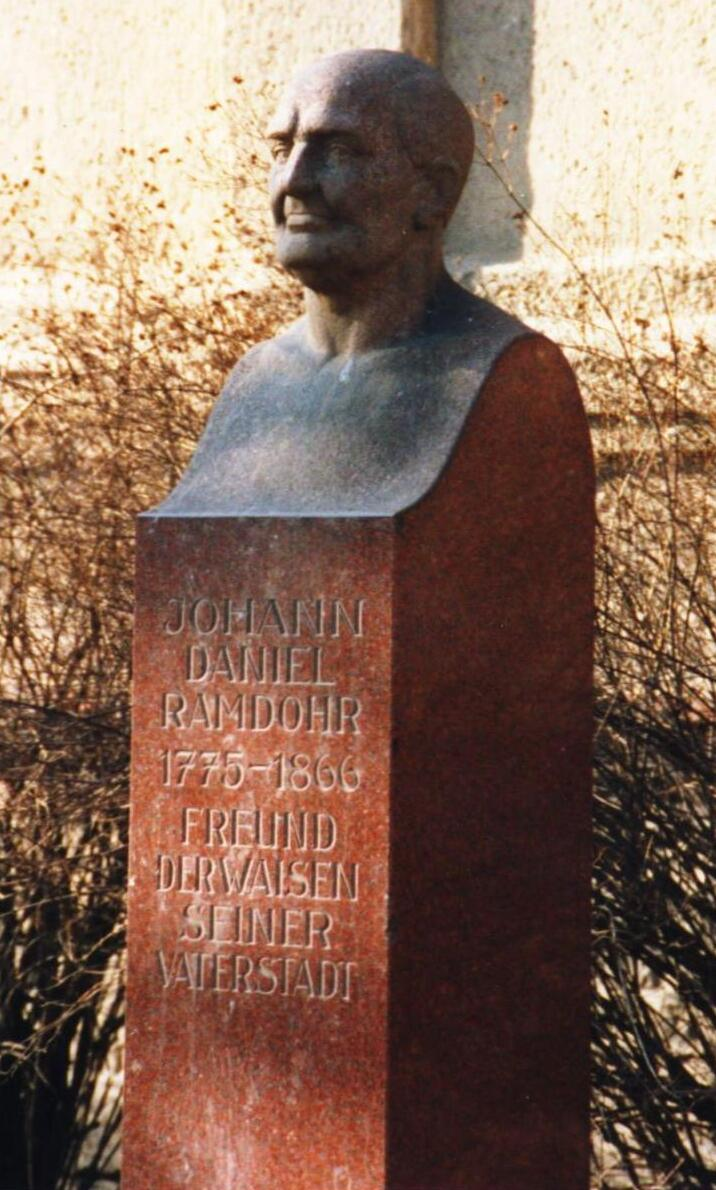
Granitbüste von Johann Daniel Ramdohr, Stadtpromenade Aschersleben. Hans Döring, 1937

Hans Döring absolvierte zunächst eine Handwerkerlehre zum Holzbildhauer und unterhielt sodann ein kleines Atelier in Aschersleben. Im März 1929 fertigte er auf dem Burgplatz eine Beethoven-Plastik aus Schnee und noch weitere Schneeplastiken. Hiernach studierte Döring mit Hilfe eines Stipendiums der Ramdohr’schen milden Stiftung von 1929 bis 1931 Bildhauerei an der Kunstakademie Dresden als Meisterschüler von Georg Wrba. Dörings Werke wurden 1930 vom Sächsischen Kunstverein ausgestellt.
Ab 1935 hatte Döring sein eigenes Bildhaueratelier in Dresden. Auf Veranstaltungen der Dresdner Malergilde lernte er um 1936 auch Walter Buhe und Lilo Ramdohr kennen, die seinerzeit bei Mary Wigman Ausdruckstanz studierte. Er gestaltete 1936 vier Bronze-Putten für die Eingänge des Ascherslebener Rathauses, die 1945 am Ende des Zweiten Weltkrieges verloren gingen und heute nicht mehr erhalten sind. Zudem fertigte er, nicht zuletzt aus Dankbarkeit über sein Stipendium, die noch heute am Promenadenring stehende Büste des Johann Daniel Ramdohr aus Granit, die am 21. November 1937 vom Vorsitzenden des Kuratoriums der Ramdohr’schen Stiftung, Albert Drosihn, feierlich eingeweiht wurde.

## Emigration und Karriere in Indien
Um den zunehmenden rassistischen Repressalien zu entgehen, emigrierte Döring 1939 nach Indien, wo er seine jüdische Verlobte heiraten konnte. Nach dem Kriegsausbruch wurde er als Deutscher jedoch von den englischen Kolonialbehörden gefangen genommen und kam erst 1945 wieder frei. Fortan zählte er zu den bekanntesten Bildhauern Indiens und avancierte dort 1953 zum Professor für Bildhauerei. Er schuf viele der frühen Skulpturen von indischen Führungspersönlichkeiten, darunter 1954 sein bekanntestes Werk, ein Bronzestandbild von Mahatma Gandhi, das vor dem Rathaus der Stadt Vadodara steht. Döring war ebenfalls an der Einrichtung des indischen Nationalmuseums in Neu-Delhi beteiligt.
Daneben konstruierte Hans Döring das erste indische Segelflugzeug, das heute im Air Museum des Flughafens Safdarjung (Neu-Delhi) zu besichtigen ist.
Seine erste Tochter Renee heiratete Oberst Shamsher Singh, Rajvallabh, einen Ministeranwärter und Aide-de-camp von Generalmajor Pratap Singh Rao Gaekwad, dem letzten Maharadscha des Bundesstaates Baroda, mit dem sie einen Sohn (Ishwar Singh) hat. 
Seine zweite Tochter Yvonne Marion Rachel Joy heiratete den Stuttgarter Kaufmann Uli Götz Balluff, mit dem sie einen Sohn (Marc Balluff) hat. Sie lebt seit 1961 im Raum Stuttgart.
Im Jahre 1961 kehrte Döring wieder nach Deutschland zurück und hielt sich 1962 in Aschersleben auf, unter anderem als Gast am Stephaneum. Döring blieb aber nicht dauerhaft in seiner Heimatstadt ansässig. Er zog nach Stuttgart um, wo er eine Galerie mit Ladengeschäft für indische Waren eröffnete. Döring starb 1978 in Stuttgart.